# Rostraria festucoides
Rostraria festucoides är en gräsart som först beskrevs av Heinrich Friedrich Link, och fick sitt nu gällande namn av Romero Zarco. Rostraria festucoides ingår i släktet borstäxingar, och familjen gräs. Inga underarter finns listade i Catalogue of Life.